# Centro Democratico (Italia)
Centro Democratico è un partito politico italiano fondato il 28 dicembre 2012.
Centro Democratico ha preso parte alla coalizione di centro-sinistra sia nel 2013 (Italia.Bene Comune) e sia nel 2022 (Coalizione di centro-sinistra).

## Storia

### Costituzione
A settembre del 2012 Bruno Tabacci, assessore al Bilancio del Comune di Milano, lancia la propria candidatura alle Primarie del Centrosinistra per la scelta del leader della coalizione Italia. Bene Comune, in vista delle elezioni politiche di febbraio 2013.
Il deludente risultato lo induce a trasformare Italia Concreta in un soggetto strutturato.
Nello stesso periodo, all'interno dell'Italia dei Valori, nascono insanabili contrasti in merito alla linea del presidente Antonio Di Pietro. Il capogruppo alla Camera Massimo Donadi denuncia una condotta ambigua, pericolosamente vicina al Movimento 5 Stelle di Beppe Grillo, una gestione padronale e i continui immotivati attacchi nei riguardi del Presidente della Repubblica Giorgio Napolitano. Il giorno in cui decide di dimettersi viene seguito da Nello Formisano, Gaetano Porcino, Giovanni Paladini e Stefano Pedica.
Il 22 novembre Donadi presenta il movimento Diritti e Libertà, che annuncia il sostegno a Pier Luigi Bersani alle primarie del centrosinistra..
Tabacci decide di contribuire al progetto promuovendo, in vista della partecipazione alla campagna elettorale per le elezioni politiche del 2013 all'interno della coalizione Italia. Bene Comune la nascita di Centro Democratico - Diritti e Libertà.
Il 16 gennaio 2013 vengono ufficializzate le liste per Camera e Senato: Bruno Tabacci è capolista in dieci circoscrizioni e Massimo Donadi in nove.
Altri candidati di spicco sono il deputato Nello Formisano, l'ex ministro della Giustizia del Governo Prodi I Giovanni Maria Flick (già garante del Comune di Milano), Pino Pisicchio, la vicesindaco di Milano Maria Grazia Guida, Pino Bicchielli, la senatrice uscente di FLI Barbara Contini, l'ex calciatore e parlamentare Gianni Rivera, l'attrice Pamela Villoresi, Carmelo Lo Monte, l'europarlamentare Vincenzo Iovine ed il deputato dell'Assemblea regionale siciliana Pippo Gianni.

### Elezioni politiche del 2013
Alle elezioni politiche del febbraio 2013 Centro Democratico raccoglie lo 0,49% a livello nazionale per la Camera e lo 0,53% per il Senato, utili per l'elezione dei deputati Bruno Tabacci, Aniello Formisano, Pino Pisicchio, Franco Bruno, Carmelo Lo Monte e Roberto Capelli. Con i 167.328 voti complessivi raccolti per la Camera dei Deputati contribuisce alla vittoria della coalizione di centro-sinistra che si aggiudica il premio di maggioranza a Montecitorio.
Alle elezioni regionali del Lazio dello stesso anno che vedono vincitore Nicola Zingaretti e la coalizione di centro-sinistra, Centro Democratico ottiene l'1,73% ed elegge un consigliere regionale, Piero Petrassi.
Il 21 marzo 2013 nell'ambito del Gruppo misto della Camera dei Deputati nasce la componente Centro Democratico a cui aderiscono Tabacci, Pisicchio, Lo Monte, Capelli e Formisano. Franco Bruno invece decide di intraprendere un percorso autonomo, rimanendo in Alleanza per l'Italia.
Nelle successive prove amministrative di maggio e giugno del 2013 a Barletta il partito ottiene il 3,34% dei voti, a Roma, sotto la guida del Coordinatore Alessandro Venturieri, l'1,45%, ottenendo un seggio al consiglio Comunale, con Massimo Caprari, mentre il risultato complessivo è di circa il 2% dei voti a livello nazionale.
A luglio 2013 aderisce anche Angelo Sanza, ex parlamentare europeo, proveniente dall'Unione di Centro.
L'11 ottobre 2013, presso l'Auditorium Antonianum di Roma si svolge la prima Assemblea nazionale, alla presenza di Guy Verhofstadt. Per l'occasione viene ratificata l'iscrizione all'ALDE e stabilisce, sotto le sue insegne, i criteri della partecipazione alle elezioni europee.
Il 17 e 18 novembre 2013 alle elezioni regionali per la Basilicata il partito ottiene il 5,04% dei consensi (11.938 voti) ed elegge Nicola Benedetto, che aveva già preso parte alle consultazioni regionali primarie Basilicata Bene Comune per la scelta del candidato presidente di centrosinistra raccogliendo il 10% dei voti.

### Elezioni regionali, europee ed amministrative del 2014
Il 16 febbraio 2014 alle elezioni regionali in Sardegna Centro Democratico partecipa alla coalizione di centrosinistra ottenendo il 2,11% dei consensi (14.451 voti) ed eleggendo due consiglieri regionali.
In vista delle elezioni europee del 2014, Centro Democratico partecipa alla lista Scelta Europea, che aggrega partiti, movimenti e fondazioni accomunati da un ancoraggio politico-culturale nell'Alleanza dei Liberali e dei Democratici per l'Europa, caratterizzato da una concezione europeista e federalista. Con 197.942 voti, pari allo lo 0,72%, essa non riesce a superare la soglia di sbarramento del 4% e non ottiene alcun seggio.
Alle elezioni amministrative in Italia del 2014 il partito presenta delle liste autonome a Cremona, Ferrara, Modena e Reggio Emilia; in queste città tuttavia non riesce a sfondare, attestandosi globalmente allo 0,7%. A Campobasso si registrano invece il 2,5%, a Bari il 2,34%, a Foggia il 2,4%. I migliori risultati sono a Potenza con il 5,32% e a Reggio Calabria con il 7,5% e l'elezione di tre consiglieri.
A fine 2014 il deputato Formisano abbandona il partito per aderire all'Italia dei Valori facendo così cessare la componente Centro Democratico del Gruppo misto. I tre deputati rimasti si sono uniti al gruppo Per l'Italia, formato anche da Democrazia Solidale e Popolari per l'Italia.
Centro Democratico ha inoltre avviato un percorso elettorale comune con Democrazia Solidale, e alle regionali emiliane del 23 novembre si sono presentati uniti assieme all'IdV nella lista Centro per Bonaccini, raccogliendo solo cinquemila voti (0,43%). Lo stesso giorno si sono svolte le elezioni regionali in Calabria e la lista del Centro Democratico, in coalizione col centrosinistra, ha ottenuto il 3,4%, senza superare la soglia di sbarramento del 4%.

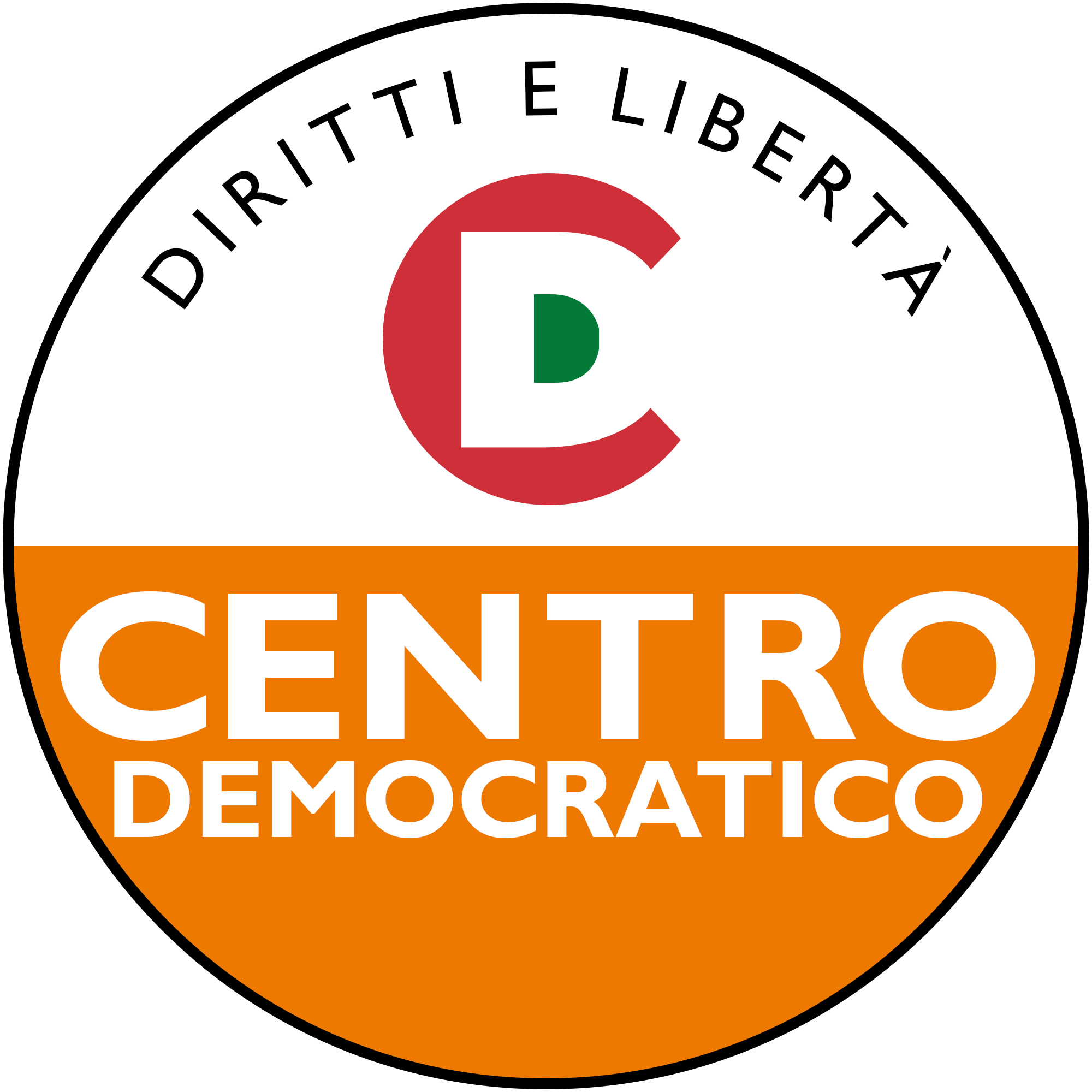
Simbolo elettorale 2012-2015

In vista delle regionali del 2015 Centro Democratico si è sempre presentato in alleanza col PD, eleggendo un consigliere regionale in Campania e quattro sindaci in Calabria.

### Amministrative e referendum 2016
In occasione delle elezioni amministrative del 2016 Centro Democratico si presenta quasi ovunque all'interno della coalizione di centro-sinistra. A Roma il partito partecipa con un proprio esponente, il sottosegretario Domenico Rossi, alle primarie del centro-sinistra, in cui ottiene il 2,9%. Centro Democratico ottiene il 7,86% dei consensi e tre consiglieri a Caserta, e il 3,06% dei consensi ed un seggio a Cosenza (assieme al Partito Socialista Italiano), mentre resta di poco sopra l'1% in altri capoluoghi.
In occasione del referendum costituzionale del 2016 Centro Democratico sostiene il sì. In seguito alle dimissioni del governo Renzi, Centro Democratico sostiene quindi il Governo Gentiloni, nel quale viene confermato come Sottosegretario alla Difesa l'esponente di Centro Democratico, il generale Domenico Rossi.

### Elezioni politiche del 2018 e 2019

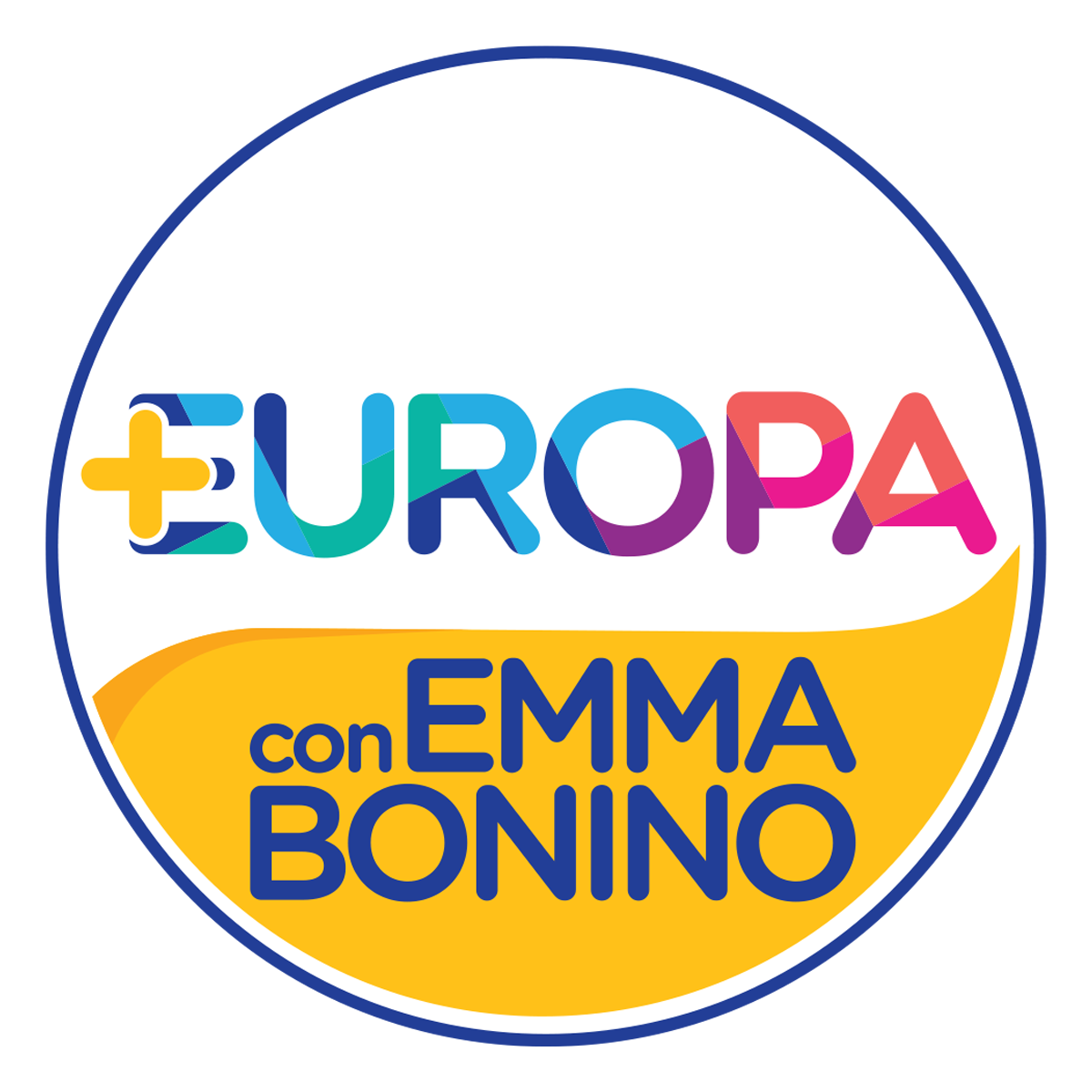
Simbolo di + Europa con Emma Bonino

Il 4 gennaio 2018 Bruno Tabacci, d'accordo con la direzione del partito, annuncia di aver messo a disposizione di Emma Bonino e della sua lista +Europa il simbolo di Centro Democratico. Ciò consente al soggetto politico guidato dalla leader radicale con Benedetto Della Vedova e Riccardo Magi di evitare la raccolta delle firme per presentarsi alla elezioni politiche del 2018 (requisito obbligatorio per le liste non rappresentate in Parlamento nella XVII legislatura). La scelta viene motivata con la comunanza della visione politica europeista dei due gruppi politici in questione: il simbolo di +Europa viene dunque integrato nella parte inferiore del simbolo del partito centrista.
Le urne sanciscono la rielezione del leader Bruno Tabacci alla Camera dei deputati come candidato della coalizione di centrosinistra nel collegio uninominale Lombardia 1 - 12. Gli altri ex deputati di Centro Democratico non sono rieletti.
Alle regionali in Molise del 22 aprile Centro Democratico con Molise 2.0 raccoglie il 2,38% non eleggendo consiglieri.
Al Congresso di +Europa del gennaio 2019 Tabacci sostiene attivamente Benedetto Della Vedova che viene eletto segretario.
Alle regionali in Abruzzo del 10 febbraio Centro Democratico si presenta assieme a +Europa a sostegno del candidato di centro-sinistra Giovanni Legnini: il modesto risultato, 2,36%, non consente di eleggere alcun consigliere; il partito perde quindi il seggio in Consiglio regionale che aveva conquistato cinque anni prima.

### Appoggio al Governo Conte II e uscita da +Europa
In seguito alla caduta del Governo Conte I e alla formazione del Governo Conte II, si verifica un'inaspettata frattura all'interno di +Europa: la maggior parte del gruppo dirigente decide di mantenere il partito all'opposizione, i rappresentanti di Centro Democratico votano invece la fiducia al Governo.
Il 27 settembre 2019 Centro Democratico lascia +Europa e rilancia la propria autonomia, certificata da un appoggio costante all'esecutivo.
Il 7 ottobre 2019 Margherita Rebuffoni diventa segretario del partito, in seguito alle dimissioni di Roberto Capelli.
In vista delle regionali del settembre 2020 in Liguria, si accorda con Europa Verde e Democrazia Solidale per presentare una lista comune a sostegno di Ferruccio Sansa, in Toscana partecipa alla lista Orgoglio Toscana per Giani Presidente insieme a PSI, IdV, PRI e realtà civiche, in Puglia corre insieme a Puglia Popolare con la lista Popolari con Emiliano mentre in Campania presenta una propria lista a sostegno dell‘uscente Vincenzo De Luca.

### Componente di Centro Democratico-Italiani in Europa e il gruppo Europeisti
Il 17 novembre 2020 +Europa, riconfermando l'opposizione del Governo, annuncia la formazione di una nuova componente del Gruppo misto con Azione. Con la fuoriuscita di Riccardo Magi dal gruppo cessa quindi la componente del Gruppo misto alla Camera dei deputati "+Europa/Radicali Italiani/Centro Democratico".
Allora il 25 novembre 2020 Bruno Tabacci, unico esponente in parlamento di Centro Democratico, cambia la denominazione del gruppo parlamentare dopo l'ingresso di Elisa Siragusa proveniente dal Movimento 5 Stelle, oltre alla permanenza del deputato Alessandro Fusacchia anch'esso fuoriuscito da +Europa. La componente assume la denominazione Centro Democratico-Italiani in Europa, in virtù dell'elezione di Fusacchia e Siragusa nella circoscrizione Estero (ripartizione Europa). In seguito aderisce alla componente anche la pentastellata, espulsa dal partito, Gloria Vizzini.
Tra il 13 e il 15 gennaio 2021, in seguito al ritiro dei ministri di IV dal Governo Conte II, raggiungono la Siragusa aderendo alla componente gli ex M5S Antonio Lombardo, Mara Lapia, Fabio Berardini, Carlo Ugo De Girolamo, Marco Rizzone e Nicola Acunzo oltre a Daniela Cardinale, deputata di Sicilia Futura e precedentemente del PD.
Il 20 gennaio il Governo Conte II regge la prova della questione di fiducia grazie al voto di alcuni parlamentari che fino a quel momento non sostenevano il governo. Alcuni tra loro vengono poi accolti nelle componenti parlamentari di Centro Democratico. Tra questi il 21 gennaio aderiscono i deputati Carmelo Lo Monte (ex Lega) e Renata Polverini, appena fuoriuscita da Forza Italia.
Il 25 gennaio Giuseppe Conte, prendendo atto che la relazione sulla prescrizione del Ministro della giustizia Bonafede (in programma in aula per mercoledì 27 o giovedì 28 gennaio) non avrebbe ottenuto i voti necessari per l'approvazione al Senato, annuncia le sue dimissioni per il giorno seguente.
Nei giorni seguenti Centro Democratico si schiera a favore di un eventuale terzo governo Conte, registrando un aumento nella rappresentanza parlamentare costituito da dissidenti fuoriusciti da altri gruppi e provenienti dal Gruppo misto.
Il 26 gennaio il senatore ex M5S proveniente dalla componente +Europa-Azione del gruppo misto Gregorio de Falco ha fatto richiesta alla presidenza del Senato di aderire a Centro Democratico. Il Gruppo Europeisti-MAIE-Centro Democratico si costituisce il 26 gennaio 2021 con cinque deputati provenienti dal Gruppo misto-MAIE-Italia 23 (Maurizio Buccarella, Adriano Cario, Saverio De Bonis, Raffaele Fantetti e Ricardo Antonio Merlo), due deputati dal Gruppo Forza Italia Berlusconi Presidente-UDC (Andrea Causin e Mariarosaria Rossi), un deputato a testa dai gruppi Partito Democratico (Tatjana Rojc), Per le Autonomie (Gianni Marilotti) e Gruppo misto-+Europa-Azione (Gregorio De Falco).
Il 28 gennaio aderiscono altre due deputate ex M5S, Piera Aiello e Alessandra Ermellino.
Nei primi giorni di febbraio sfuma anche la possibilità di un governo guidato dal Presidente della Camera Roberto Fico con la stessa maggioranza del Conte II, e il 3 febbraio il Capo dello Stato Sergio Mattarella affida a Mario Draghi l'incarico di formare un esecutivo di unità nazionale. Il Governo Draghi nasce con il sostegno di una maggioranza ampia, composta da tutte le forze politiche con gruppo parlamentare autonomo ad eccezione di Fratelli d'Italia, incluso quindi Centro Democratico. Bruno Tabacci viene nominato Sottosegretario di Stato alla Presidenza del Consiglio con delega alla programmazione e coordinamento economico e con delega alle politiche spaziali ed aerospaziali, quest'ultima mantenuta fino al 5 agosto 2021.
Il 22 febbraio Elisa Siragusa lascia la componente alla Camera per passare al misto, seguita tre giorni dopo da Renata Polverini e il 4 marzo da Gloria Vizzini. Il 10 marzo i deputati Alessandro Fusacchia e Antonio Lombardo abbandonano la componente di Centro Democratico per dare vita alla componente Facciamo Eco-Federazione dei Verdi insieme a deputati di diversa provenienza. Il 27 maggio i deputati Fabio Berardini, Carlo Ugo De Girolamo e Marco Rizzone passano al gruppo di Coraggio Italia.
Il 29 marzo 2021 i due senatori del MAIE Merlo e Cario lasciarono il gruppo Europeisti-MAIE-Centro Democratico, tornando a costituire una componente MAIE nel gruppo misto. Mancando il numero legale dei componenti il gruppo viene dunque sciolto. In seguito il senatore De Falco lascia il partito.
Il 30 giugno la deputata Piera Aiello esce da Centro Democratico e passa tra i non iscritti al misto. Il 13 luglio Alessandra Ermellino aderisce ad Insieme, partito politico fondato da Stefano Zamagni, ma resta nella componente parlamentare di Centro Democratico.
Il 10 maggio 2022 il deputato Nicola Acunzo passa a Forza Italia.
Il 30 giugno grazie all'utilizzo del simbolo di Centro Democratico nasce al Senato il gruppo autonomo di Insieme per il futuro, nato da una scissione del Movimento 5 Stelle guidata dal ministro degli Esteri Luigi Di Maio.

### Impegno Civico e sviluppi successivi
Il 1º agosto 2022 Bruno Tabacci annuncia con Insieme per il futuro di Luigi Di Maio la formazione di una nuova lista elettorale avente nome Impegno Civico-Centro Democratico. Il logo di Centro Democratico, per assicurare l'esenzione dalla raccolta firme, comparirà nel simbolo di Impegno Civico come pulce alle elezioni politiche del 2022.
La lista elegge solo Tabacci nel collegio uninominale Lombardia 1 - 07 (che si iscrive al gruppo Partito Democratico - Italia Democratica e Progressista) ottenendo un deludente 0,6% dei voti a livello nazionale e non riuscendo dunque a superare la soglia del 3% necessaria per eleggere parlamentari al plurinominale.
Il 7 ottobre Tabacci dichiara conclusa l'esperienza elettorale di Impegno Civico.
Nel dicembre del 2023 Pasquale Di Fenza, consigliere regionale campano, viene allontanato da Centro Democratico perché si è più volte dichiarato favorevole al terzo mandato del Governatore Vincenzo De Luca, posizione contraria alla linea del partito che perde così l’ultimo rappresentante nei consigli regionali.
Alle elezioni regionali in Sardegna del 2024 Centro Democratico ha dei propri candidati nella lista di Democrazia Solidale che però si ferma allo 0,68% senza eleggere consiglieri.

## Ideologia
I suoi riferimenti ideali sono sostanzialmente riconducibili al centrismo di matrice democristiana.

## Struttura

### Presidente
- Bruno Tabacci (dal 28 dicembre 2012)

### Vicepresidente
- Angelo Sanza (11 ottobre 2013-2022)

### Segretario
- Roberto Capelli (2019-2020)
- Margherita Rebuffoni (dal 2020)

## Nelle istituzioni

### Camera dei deputati
| XVIII legislatura |
| ----------------- |
| 1 deputato        |

All'interno della componente Centro Democratico del Gruppo misto:
- Bruno Tabacci

| XIX legislatura |
| --------------- |
| 1 deputato      |

Nel gruppo Partito Democratico - Italia Democratica e Progressista:
- Bruno Tabacci

### Governi
- Governo Letta (appoggio esterno)
- Governo Renzi
  - Domenico Rossi, sottosegretario di stato al ministero della difesa (28 febbraio 2014 – 12 dicembre 2016)
- Governo Gentiloni (appoggio esterno)
- Governo Conte II (appoggio esterno)
- Governo Draghi
  - Bruno Tabacci, sottosegretario di Stato alla Presidenza del Consiglio con delega alla programmazione e coordinamento economico (1º marzo 2021 - 22 ottobre 2022)

## Simbologia

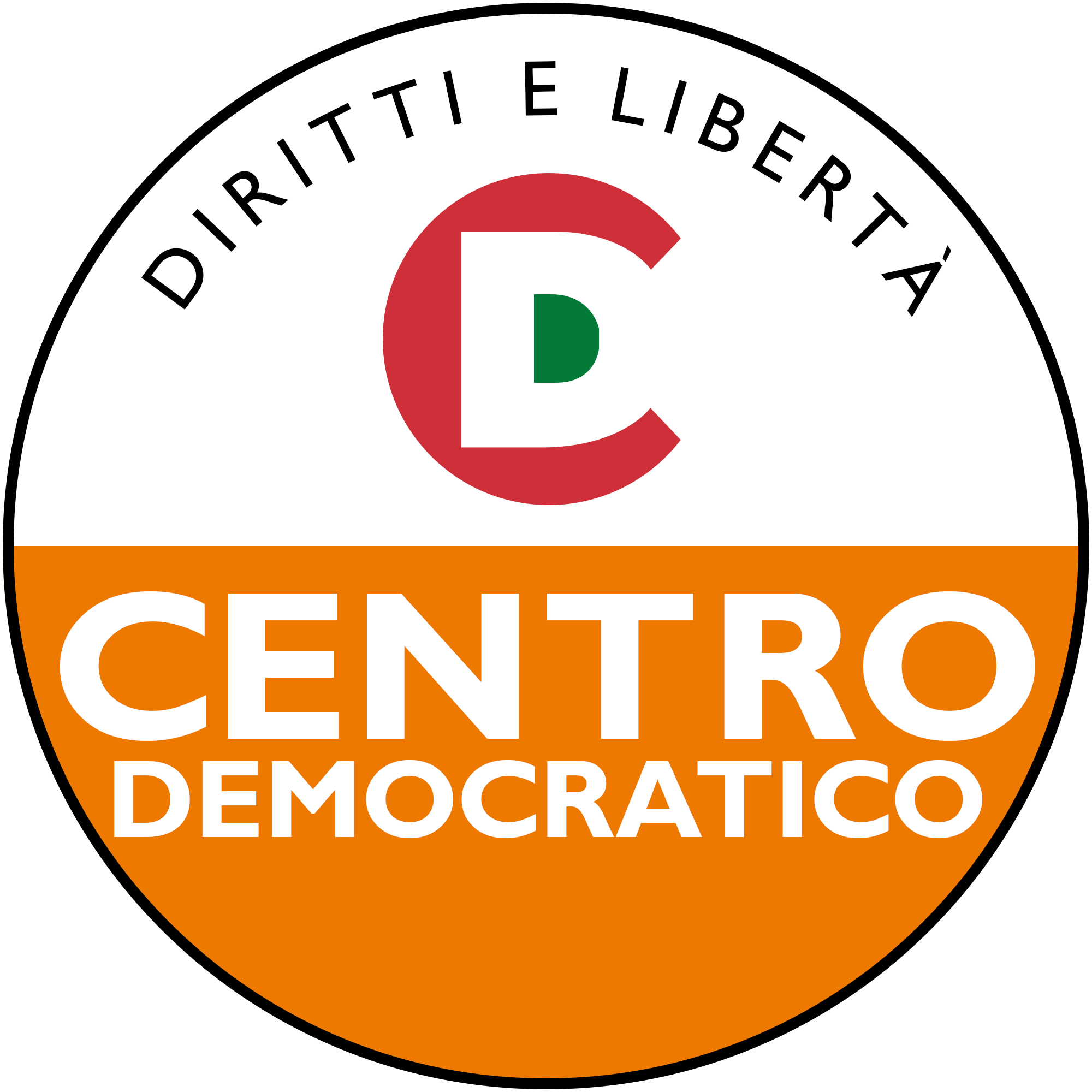
Dal 2012 al 2015
Dal 2015
Logo della lista Impegno Civico - Centro Democratico in occasione delle elezioni politiche del 2022

## Risultati elettorali
| Elezione       | Elezione     | Voti              | %                 | Seggi   |
| -------------- | ------------ | ----------------- | ----------------- | ------- |
| Politiche 2013 | Camera       | 167 072           | 0,49              | 6 / 630 |
| Politiche 2013 | Senato       | 163 375           | 0,53              | 0 / 315 |
| Europee 2014   | Europee 2014 | in Scelta Europea | in Scelta Europea | 0 / 73  |
| Politiche 2018 | Camera       | in +Europa        | in +Europa        | 1 / 630 |
| Politiche 2018 | Senato       | in +Europa        | in +Europa        | 0 / 315 |
| Europee 2019   | Europee 2019 | in +Europa        | in +Europa        | 0 / 73  |
| Politiche 2022 | Camera       | in Impegno Civico | in Impegno Civico | 1 / 400 |
| Politiche 2022 | Senato       | in Impegno Civico | in Impegno Civico | 0 / 200 |